# Disco Duck

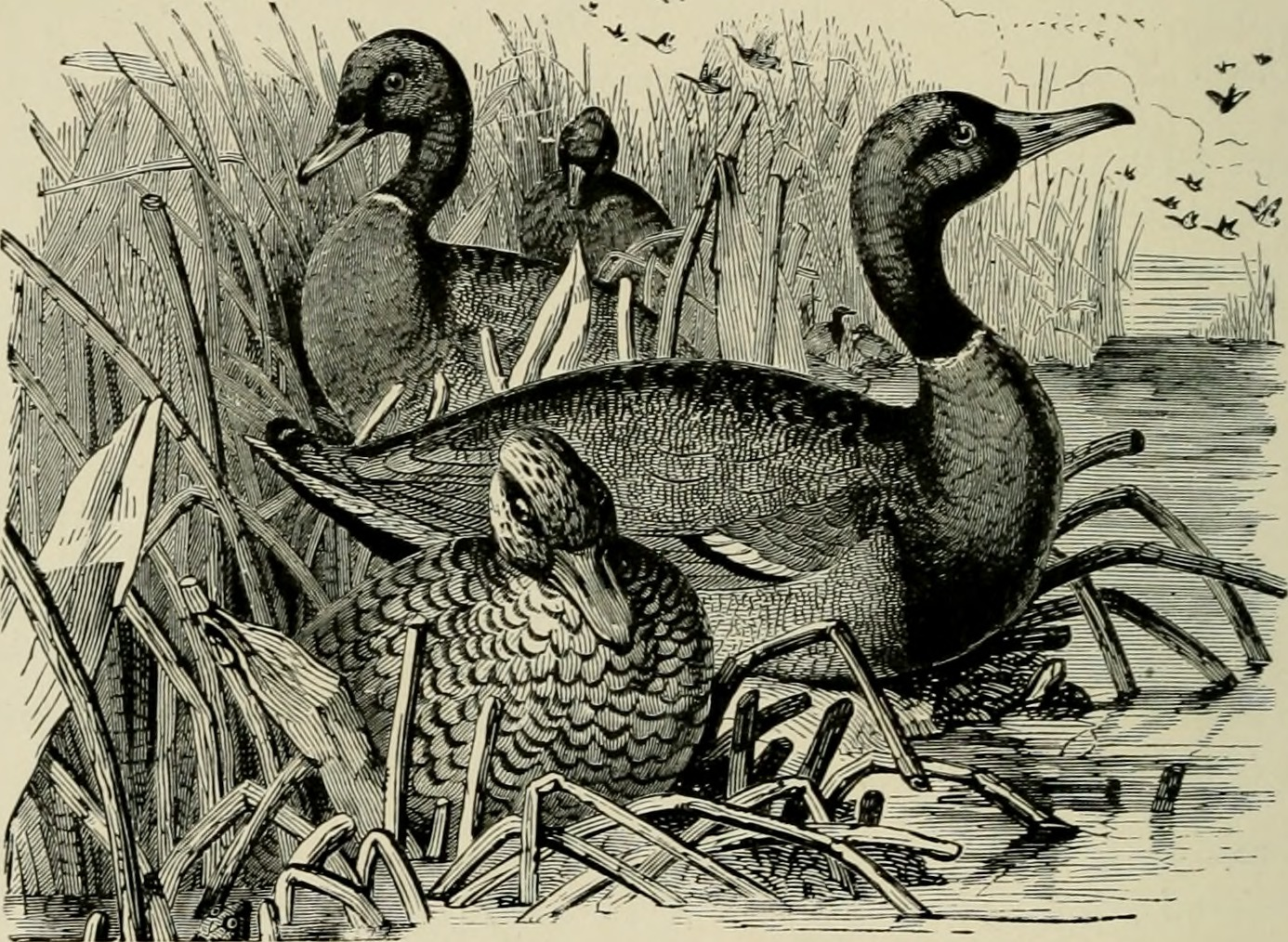
"Disco Duck"

"Disco Duck" es una canción novedad de sátira de música disco, interpretada por el DJ Rick Dees and His Cast of Idiots, originario de Memphis, Tennessee. Se convirtió en número 1 del Billboard Hot 100 durante una semana, en octubre de 1976 —y ocupó el puesto 99 entre las 100 canciones más populares de los años 70 según la revista Billboard—. Alcanzó el Top 20 en las Hot R&B/Hip-Hop Songs del Billboard, llegando al puesto nº 15. Disco Duck inicialmente fue presentada por el sello Freetone de Estelle Axton y luego por RSO Records a nivel nacional e internacional.

## Historia
Escrita por Dees, Disco Duck se inspiró en la canción de la década de 1960 llamada The Duck, grabada por Jackie Lee en 1965. Según Dees, tardó un solo día en escribir la canción, pero le llevó tres meses convencer a alguien para cantarla. Combinando música de orquesta en estilo disco con una voz al estilo del Pato Donald, la letra habla de un individuo que está desesperado por bailar en una fiesta al estilo de un pato. Al finalizar la música se sienta a descansar y al levantarse para bailar de nuevo observa que los demás están imitando su baile.

## La voz del pato
Erróneamente se le atribuye la voz del pato a Clarence Nash, quien daba voz al Pato Donald en las producciones de Walt Disney; sin embargo, ellos lo desmintieron, afirmando que en realidad la voz era de Ken Pruitt.

## Repercusiones
Se volvió éxito nacional en los Estados Unidos en septiembre de 1976, y para ese entonces Dees y su banda hicieron apariciones en TV.
Disco Duck se escuchó en Saturday Night Fever, en la escena de un salón de enseñanza de baile de música disco y en una escena borrada en la versión PG de esta. Pese a ello, la canción fue omitida en el lanzamiento del álbum del soundtrack de la película por la negativa del director de esta a fin de evitar que la canción de Dees le hiciese competencia. La pista de Saturday Night Fever vendió 40 millones de copias mundialmente, convirtiéndose en el segundo álbum más vendido de toda la historia musical.
Pese al éxito de Disco Duck, Matthew Wilkening de AOL Radio la colocó en el puesto número 54 de las 100 Peores Canciones, afirmado que «6 000 000 de personas compraron este pedazo de estiércol de pato en 1976. Nadie de ellos lo aceptaría hoy día.»

## Fuera de Estados Unidos
Esta canción ha aparecido en diversas compilaciones de música disco. En México, la canción fue titulada Canción del Pato, interpretada por Rick Dees y su Banda de Tontos por la censura impuesta por los medios de difusión del régimen en la serie Jugo de Hits de Discos Karrusell.